# A Thousand Miles
A Thousand Miles is een single van de Amerikaanse zangeres Vanessa Carlton. Het is de eerste single van haar debuutalbum Be Not Nobody. Het nummer is door Carlton zelf geschreven.
De single was in meerdere landen een hit. Zo stond het nummer op de vijfde plaats in de Billboard Hot 100 en op een zesde plaats in de UK Singles Chart. In de Nederlandse Top 40 behaalde het nummer een zesde positie, in de Vlaamse Ultratop 50 haalde het de vierde plaats.
Carlton vertelde in een interview dat ze het nummer schreef over een jongen op wie ze verliefd was. Deze jongen was zich niet bewust van haar verliefdheid en beantwoordde nooit haar gevoelens. Carlton noemde het nummer "een combinatie van fantasie en gevoelens. Het gaat over een liefde die zo'n bezit van je neemt dat je er alles voor wilt geven. Zo voelde ik me op dat moment".
Naar eigen zeggen heeft Carlton na een bezoek aan Disneyworld op haar negende, geëxperimenteerd met het nummer It's a small world op haar piano, en is op die manier gekomen aan de muziek voor dit nummer.
Het liedje wordt een paar keer prominent vertolkt in de comedyfilm White Chicks (2004) van Keenen Ivory Wayans.

## Hitnoteringen

### Nederlandse Top 40
| Hitnotering: 08-06-2002 t/m 28-09-2002 | Hitnotering: 08-06-2002 t/m 28-09-2002 | Hitnotering: 08-06-2002 t/m 28-09-2002 | Hitnotering: 08-06-2002 t/m 28-09-2002 | Hitnotering: 08-06-2002 t/m 28-09-2002 | Hitnotering: 08-06-2002 t/m 28-09-2002 | Hitnotering: 08-06-2002 t/m 28-09-2002 | Hitnotering: 08-06-2002 t/m 28-09-2002 | Hitnotering: 08-06-2002 t/m 28-09-2002 | Hitnotering: 08-06-2002 t/m 28-09-2002 | Hitnotering: 08-06-2002 t/m 28-09-2002 | Hitnotering: 08-06-2002 t/m 28-09-2002 | Hitnotering: 08-06-2002 t/m 28-09-2002 | Hitnotering: 08-06-2002 t/m 28-09-2002 | Hitnotering: 08-06-2002 t/m 28-09-2002 | Hitnotering: 08-06-2002 t/m 28-09-2002 | Hitnotering: 08-06-2002 t/m 28-09-2002 | Hitnotering: 08-06-2002 t/m 28-09-2002 | Hitnotering: 08-06-2002 t/m 28-09-2002 |
| Week                                   | 1                                      | 2                                      | 3                                      | 4                                      | 5                                      | 6                                      | 7                                      | 8                                      | 9                                      | 10                                     | 11                                     | 12                                     | 13                                     | 14                                     | 15                                     | 16                                     | 17                                     |                                        |
| -------------------------------------- | -------------------------------------- | -------------------------------------- | -------------------------------------- | -------------------------------------- | -------------------------------------- | -------------------------------------- | -------------------------------------- | -------------------------------------- | -------------------------------------- | -------------------------------------- | -------------------------------------- | -------------------------------------- | -------------------------------------- | -------------------------------------- | -------------------------------------- | -------------------------------------- | -------------------------------------- | -------------------------------------- |
| Positie                                | 16                                     | 16                                     | 11                                     | 11                                     | 9                                      | 9                                      | 10                                     | 9                                      | 7                                      | 6                                      | 6                                      | 8                                      | 11                                     | 13                                     | 19                                     | 28                                     | 33                                     | Uit                                    |

### Vlaamse Ultratop 50
| Hitnotering: 13-07-2002 t/m 09-11-2002 | Hitnotering: 13-07-2002 t/m 09-11-2002 | Hitnotering: 13-07-2002 t/m 09-11-2002 | Hitnotering: 13-07-2002 t/m 09-11-2002 | Hitnotering: 13-07-2002 t/m 09-11-2002 | Hitnotering: 13-07-2002 t/m 09-11-2002 | Hitnotering: 13-07-2002 t/m 09-11-2002 | Hitnotering: 13-07-2002 t/m 09-11-2002 | Hitnotering: 13-07-2002 t/m 09-11-2002 | Hitnotering: 13-07-2002 t/m 09-11-2002 | Hitnotering: 13-07-2002 t/m 09-11-2002 | Hitnotering: 13-07-2002 t/m 09-11-2002 | Hitnotering: 13-07-2002 t/m 09-11-2002 | Hitnotering: 13-07-2002 t/m 09-11-2002 | Hitnotering: 13-07-2002 t/m 09-11-2002 | Hitnotering: 13-07-2002 t/m 09-11-2002 | Hitnotering: 13-07-2002 t/m 09-11-2002 | Hitnotering: 13-07-2002 t/m 09-11-2002 | Hitnotering: 13-07-2002 t/m 09-11-2002 | Hitnotering: 13-07-2002 t/m 09-11-2002 |
| Week                                   | 1                                      | 2                                      | 3                                      | 4                                      | 5                                      | 6                                      | 7                                      | 8                                      | 9                                      | 10                                     | 11                                     | 12                                     | 13                                     | 14                                     | 15                                     | 16                                     | 17                                     | 18                                     |                                        |
| -------------------------------------- | -------------------------------------- | -------------------------------------- | -------------------------------------- | -------------------------------------- | -------------------------------------- | -------------------------------------- | -------------------------------------- | -------------------------------------- | -------------------------------------- | -------------------------------------- | -------------------------------------- | -------------------------------------- | -------------------------------------- | -------------------------------------- | -------------------------------------- | -------------------------------------- | -------------------------------------- | -------------------------------------- | -------------------------------------- |
| Positie                                | 45                                     | 19                                     | 12                                     | 7                                      | 6                                      | 4                                      | 4                                      | 5                                      | 5                                      | 6                                      | 11                                     | 14                                     | 12                                     | 16                                     | 21                                     | 27                                     | 42                                     | 47                                     | Uit                                    |

### NPO Radio 2 Top 2000
| Nummer met noteringen in de NPO Radio 2 Top 2000 | '05  | '06  | '07-'11 | '12  |
| ------------------------------------------------ | ---- | ---- | ------- | ---- |
| A Thousand Miles                                 | 1969 | 1895 | -       | 1493 |

1. ↑  Een '-' betekent dat het nummer niet was genoteerd en een vetgedrukt getal geeft de hoogste notering aan.
2. ↑  2005 was het eerste jaar met een notering voor dit nummer.
3. ↑  Deze tabel is bijgewerkt tot en met de laatste editie (2024).